# Forum sur la sécurité énergétique
 (juillet 2018).

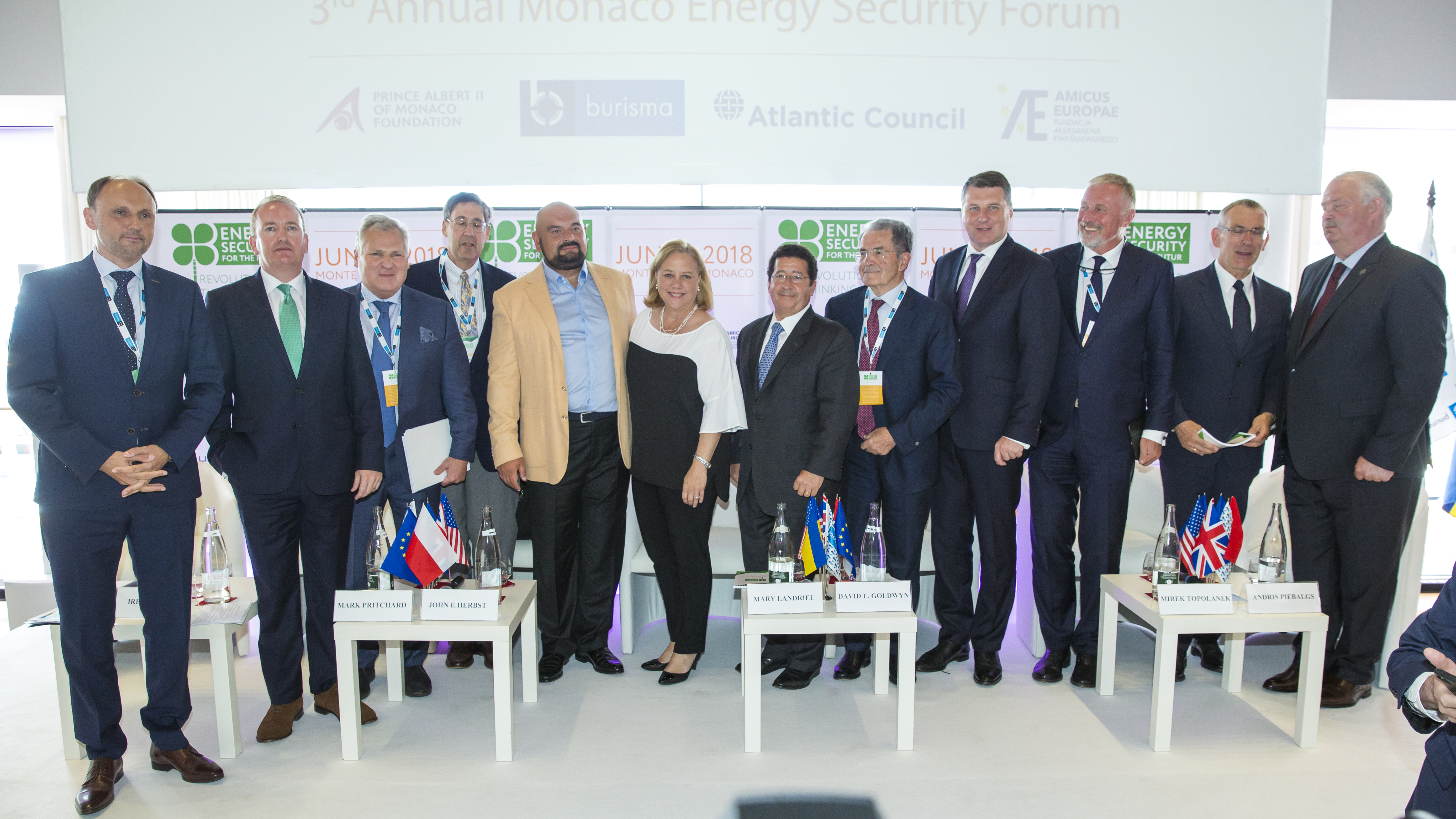
Intervenants et invités du Forum international sur la sécurité énergétique à Monaco, 1er Juin 2018

Le forum sur la sécurité énergétique (en anglais Energy Security for the Future (ESF)) est une initiative internationale pour promouvoir les sources d'énergie alternatives en Europe. 
Le forum a été créé en 2016 par la Fondation Prince Albert II de Monaco, la Fondation Aleksander Kwasniewski Amicus Europae et la plus grande compagnie privée d'extraction de gaz en Ukraine Burisma Group. Les fondateurs du forum sont le prince Albert II de Monaco, Mykola Zlotchevsky et Alexander Kwaśniewski. Le président du comité d'organisation du forum est Vadim Pojarski.

## Histoire
Le premier forum a lieu le 2 juin 2016 à Monte-Carlo, Monaco. Il réunit plus de 150 invités, notamment des politiciens européens, des propriétaires des plus grandes sociétés d'énergie en Europe et des experts en matière d'énergie et les journalistes. Il donne lieu à la publication d'un livre du publiciste polonais Machia Olhavi, Mission Ukraine, qui présente la vision de la communauté européenne et la place de l'Ukraine. 
Le deuxième forum annuel a lieu le 2 juin, 2017 à Monte Carlo, Monaco. Réunissant plus de 250 invités, il met l'accent sur le marché européen de l'énergie à l'avenir: l'évolution du paysage énergétique, les fluctuations de l'offre et de la demande, les marchés concurrentiels, et ainsi de suite. 
Le troisième, organisé par la plus grande société gazière d'Ukraine Burisma Group, a lieu le 1er juin 2018 à Monte-Carlo. Il réunit environ 250 personnes de 20 pays du monde. Le sujet de discussion est une réflexion sur les moyens d'améliorer la sécurité énergétique et le dialogue sur les réalisations révolutionnaires dans le secteur de l'énergie moderne.

## Partenaires
Depuis sa création en 2016, le Forum a établi des partenariats avec un éventail de parties prenantes et d'organisations internationales souhaitant accélérer l'introduction de sources d'énergie renouvelables et de techniques de pointe. 
En 2018, l'un des coorganisateurs du Forum était le Conseil Atlantique, un centre d'analyse, une organisation non gouvernementale des États-Unis qui s'occupe principalement des relations internationales de la communauté atlantique.
Le Forum coopère également activement avec le marathon électrique et soutient constamment des projets et des initiatives énergétiques alternatifs qui contribuent à la sécurité énergétique de l'Ukraine et de l'Europe.